# Charlie Spivak
Charlie Spivak (Kiev, 17 februari 1905 of 1907 – Greenville, South Carolina, 1 maart 1982) was een Amerikaanse jazz-trompettist en bigbandleider uit het swingtijdperk.
Spivak kwam als kind met zijn ouders naar Amerika en groeide op in New Haven. Toen hij elf jaar was leerde hij trompet spelen. Hij speelde daarna in lokale bands en in de groep van John Cavallaro. Van 1924 tot 1930 speelde hij in de bigband van Paul Specht en daarna in het orkest van Ben Pollack. Vervolgens werkte hij kort bij de gebroeders Dorsey en bij Ray Noble. In 1936 en 1937 was hij actief als studiomuzikant bij onder meer Glenn Miller, Gus Arnheim en het radio-orkest van Raymond Scott. Eind jaren dertig werkte hij achtereenvolgens bij Bob Crosby, Tommy Dorsey en Jack Teagarden.

## Bigband
Met de (ook financiële) hulp van Glenn Miller richtte hij in Washington eind 1939 zijn eerste bigband op, die slechts een kort leven beschoren was. Kort daarop nam hij het orkest van Bill Downer over en had hiermee meer geluk. De band kreeg een vaste speelstek in Glen Island Casino en werd in de loop van de tijd een van de succesvolste dansorkesten van de jaren veertig.
Het repertoire van Spivaks band bestond vooral uit ballades en populaire liedjes. De arrangementen waren geschreven om zijn zoete trompettoon en de sound van het orkest was dan ook vooral aangenaam en prettig om naar te luisteren en op te dansen. Hoewel hij in zijn vroege jaren 'hotjazz' had gespeeld, koos hij later voor een zacht geluid. Hij improviseerde niet en volgens jazzdeskundigen als Leonard Feather was hij dan ook geen echte jazzmuzikant. Na muzikanten als Harry James was hij echter een van de betere trompettisten uit zijn tijd.
Mede verantwoordelijk voor het succes van de band in zijn hoogtijdagen na de oorlog was de inbreng van trompettist Paul Fredricks, die voorheen  bij Alvino Rey speelde. Verschillende musici in Spivaks band zouden later bekend worden, zoals Les Elgart, Urbie Green, Willie Smith, Peanuts Hucko en Rolf Ericson. De arrangementen kwamen onder meer van trombonist Nelson Riddle (later zelf beroemd als orkestleider), Sonny Burke en Manny Albam. Vocalisten waren onder meer June Hutton, Tommy Mercer en  Irene Daye (met wie Spivak in 1950 in het huwelijk trad).
In zijn succesjaren nam Spivak met zijn orkest ook op voor verschillende platenmaatschappijen: Okeh, Victor, London en Columbia.
Charlie Spivak was getrouwd met zangeres Irene Daye, die vroeger optrad met Gene Krupa's Orchestra. In de jaren 50 vestigden Spivak en zijn vrouw zich in Florida. Spivak hield zijn orkest tot begin jaren zestig overeind, waarna hij een kleine groep had. In de jaren zestig leidde hij nog verschillende bands in Florida. In 1967 had hij een kleine band waarin zijn vrouw zong en waarmee hij in zijn woonplaats Greenville speelde. Later leidde hij nog een orkest met zeventien musici. In de vroege jaren 60 had hij nog een zevenkoppige danscombo gevormd waarmee hij regelmatig optrad in Las Vegas. Zijn laatste opdracht was in Greenville, South Carolina. Charlie Spivak overleed in Greenville op 75-jarige leeftijd aan de gevolgen van kanker.

## Discografie (selectie)
- Poinciana, Design, 1958
- Dance Date (opnamen uit de jaren vijftig), Collector's Choice Music, 2002
- Charlie Spivak and His Orchestra, Ranwood Records, 2002